# Ann Sothern
Ann Sothern, född 22 januari 1909 som Harriette Arlene Lake i Valley City i North Dakota, död 15 mars 2001 i Ketchum i Idaho, var en amerikansk skådespelerska.

## Biografi
Ann Sothern medverkade i ett åttiotal filmer från den första, stumfilmen Broadway Nights (1927) till den sista, Sensommardagar (1987), där hon nominerades för en Oscar för Bästa kvinnliga biroll.
Sothern blev populär som den hurtfriska, virriga blonda hjältinnan i Maisie - Vild och galen 1939, en komedi- och äventyrsfilm som fick tio uppföljare på åtta år. Hon gjorde karriär som sångerska och komedienne i flera musikaler på 1940-talet  och visade även dramatisk begåvning. Under 1950-talet hade hon egna TV-shower - Private Secretary 1952–1954 och The Ann Sothern Show 1958–1960. 
Ann Sothern har två stjärnor på Hollywood Walk of Fame.

## Filmografi i urval
- Broadway Nights (1927)
- Maisie - Vild och galen (1939)
- Mr Sarto gör razzia (1940)
- Lätt på foten (1941)
- Tjuserskan från Panama (1942)
- Kvinnor vid fronten (1944)
- Min man - eller din? (1949)
- Blå gardenia (1953)
- The Best Man (1964)
- Sensommardagar (1987)